# Döllen (Kressbronn)
Döllen ist ein Ortsteil der baden-württembergischen Gemeinde Kressbronn am Bodensee im Bodenseekreis in Deutschland.

## Geographie

### Lage
Der Ortsteil Döllen liegt rund anderthalb Kilometer nordöstlich der Kressbronner Ortsmitte, südlich der in den 1990er Jahren neugebauten Bundesstraße 31, zwischen den anderen Ortsteilen Atlashofen im Nordosten, Gattnau im Süden und Gottmannsbühl im Westen, auf einer mittleren Höhe von etwa 460 m ü. NHN.
Zu Döllen gehören die Flurstücke Haselstaudenhalde, Tellen und Töbele.

### Gewässer
Der sich unterhalb des Längenbergs bei Riedensweiler sammelnde Fallenbach, fließt nördlich und westlich an Döllen vorbei nach Gottmannsbühl. Sein Wasser führt nach Schneeschmelze oder Unwettern häufig zu heftigen Überschwemmungen in der Kressbronner Ortsmitte, wo er, kurz vor der Bahnstrecke Friedrichshafen–Lindau, dem Nonnenbach zufließt.

## Geschichte
Im Jahr 1838 sind drei Höfe in Döllen verzeichnet; aufgrund der Nähe wird Döllen zu der Zeit noch zum Pfarrweiler Gattnau gezählt. Gattnau gehörte damals zur Gemeinde Hemigkofen, aus der, zusammen mit der Gemeinde Nonnenbach, 1934 die heutige Gemeinde Kressbronn entstand.

## Sehenswürdigkeiten
In Döllen ist durch das Landesdenkmalamt Baden-Württemberg ein altes Bauernhaus – heute Döllen Nr. 5, Anwesen Stoppel-Heumesser, siehe Foto – als Kulturdenkmal ausgezeichnet.